# Mass in F Minor
| Recensione              | Giudizio    |
| ----------------------- | ----------- |
| AllMusic                | [ 1 ]       |
| Sputnikmusic            | 3.5 (Great) |
| Dizionario del Pop-Rock | [ 3 ]       |
| Piero Scaruffi          | [ 4 ]       |
| Debaser                 | [ 5 ]       |

Mass in F Minor è il terzo album degli The Electric Prunes, pubblicato dalla Reprise Records nel gennaio del 1968. Il disco è una sorta di messa con canti gregoriani in chiave rock.
Estremamente complicato risalire ai musicisti che realmente parteciparono alla registrazione, secondo alcune fonti, solo i primi tre brani (Lato A) furono eseguiti dai membri originali (tranne Weasel Spagnola che era stato sostituito dal chitarrista Mike Gannon, prima dell'incisione del disco).

## Tracce
Lato A
Brani composti e arrangiati da David Axelrod
1. Kyrie Eleison – 3:18
2. Gloria – 5:42
3. Credo – 4:58

Lato B
Brani composti e arrangiati da David Axelrod
1. Sanctus – 2:52
2. Benedictus – 4:48
3. Agnus Dei – 4:25

Edizione CD del 2000, pubblicato dalla Rhino Records R2 7519
1. Kyrie Eleison – 3:21 (David Axelrod)
2. Gloria – 5:45 (David Axelrod)
3. Credo – 5:02 (David Axelrod)
4. Sanctus – 2:57 (David Axelrod)
5. Benedictus – 4:52 (David Axelrod)
6. Agnus Dei – 4:29 (David Axelrod)
7. Hey Mr. President – 2:49 (Mark Barkan, Ritchie Adams) – Bonus Track - Lato A del singolo Reprise RS 0756
8. Flowing Smoothly – 3:04 (Brett Wade) – Bonus Track - Lato B del singolo Reprise RS 0756

## Musicisti
Kyrie Eleison / Gloria / Credo / Hey Mr. President / Flowing Smoothly
- James Lowe - voce solista
- Ken Williams - chitarra solista
- Mike Gannon - chitarra ritmica
- Mark Tulin - basso, organo
- Quint Weakley - batteria

Sanctus / Benedictus / Agnus Dei
- Howie Vickers - voce solista
- Bill Henderson - chitarra solista, voce solista, tastiere
- Richie Podolor - chitarra
- Claire Lawrence - sassofono, flauto, tastiere, armonica, voce
- Glen Miller - basso, voce
- Ross Turney - batteria
- David Axelrod - arrangiamenti, compositore[8]